# Dichagyris kirghisa
Dichagyris kirghisa är en fjärilsart som beskrevs av Eduard Friedrich Eversmann 1856. Dichagyris kirghisa ingår i släktet Dichagyris och familjen nattflyn. Inga underarter finns listade i Catalogue of Life.